# Hrvatski nogometni kup 1997./98.
Hrvatski nogometni kup 1997./98. bio je sedmi Hrvatski nogometni kup. Naslov je uspješno obranio Croatia Zagreb.

## Šesnaestina završnice, 5. – 6. kolovoza
| Br. | Domaći sastav            | Rezultat         | Gostujući sastav        |
| --- | ------------------------ | ---------------- | ----------------------- |
| 1   | Slavonac Stari Perkovci  | 1:5              | Croatia Zagreb          |
| 2   | Samobor                  | 0:1              | Zagreb                  |
| 3   | Olimpija Osijek          | 0:3              | Rijeka                  |
| 4   | Jadran Poreč             | 2:1              | Segesta Sisak           |
| 5   | Orijent Rijeka           | 2:1              | Cibalia Vinkovci        |
| 6   | Split                    | 2:1              | Marsonia Slavonski Brod |
| 7   | Varaždin                 | 1:2              | Varteks Varaždin        |
| 8   | Slaven Belupo Koprivnica | 2:0              | Belišće                 |
| 9   | PIK Vrbovec              | 1:4              | Zadarkomerc (Zadar)     |
| 10  | Špansko Zagreb           | 3:1              | Bjelovar                |
| 11  | Budućnost Hodošan        | 2:1              | Šibenik                 |
| 12  | Dilj Vinkovci            | 1:0              | Inker Zaprešić          |
| 13  | Badel Sesvete            | 1:0              | Dubrovnik               |
| 14  | Slavonija Požega         | 1:2              | Croatia Đakovo          |
| 15  | Posedarje                | 1:3              | Hajduk Split            |
| 16  | Mladost 127 Suhopolje    | 2:2 (pr) (5:4 p) | Osijek                  |

## Osmina završnice, 9. – 24. rujna
| Br. | Domaći sastav     | Rezultat         | Gostujući sastav |
| --- | ----------------- | ---------------- | ---------------- |
| 1   | Budućnost Hodošan | 1:2              | Zagreb           |
| 2   | Dilj              | 2:1              | Split            |
| 3   | Croatia Đakovo    | 0:0 (pr) (2:4 p) | Varteks          |
| 4   | Badel Sesvete     | 2:1              | Zadarkomerc      |
| 5   | Rijeka            | 0:2              | Orijent          |
| 6   | Jadran Poreč      | 0:1              | Mladost 127      |
| 7   | Croatia Zagreb    | 11:0             | Špansko          |
| 8   | Hajduk Split      | 3:1              | Slaven Belupo    |

## Četvrtzavršnica, 14. – 26. listopada (22. listopada)
| Prva momčad   | Rez.        | Druga momčad   | 1. ut. | 2. ut. |
| ------------- | ----------- | -------------- | ------ | ------ |
| Dilj          | 4:8         | Zagreb         | 2:5    | 2:3    |
| Orijent       | 0:0 (0:3 p) | Varteks        | 0:0    | 0:0    |
| Badel Sesvete | 2:5         | Croatia Zagreb | 1:1    | 1:4    |
| Hajduk Split  | 3:1         | Mladost 127    | 2:1    | 1:0    |

## Poluzavršnica, 1. travnja (15. travnja)
| Prva momčad    | Rez. | Druga momčad | 1. ut. | 2. ut. |
| -------------- | ---- | ------------ | ------ | ------ |
| Croatia Zagreb | 7:0  | Zagreb       | 4:0    | 3:0    |
| Varteks        | 3:1  | Hajduk Split | 2:1    | 1:0    |

## Završnica

### Prva utakmica
| 6. svibnja 1998. |     |                |                                                                                     |
| Varteks          | 0:1 | Croatia Zagreb | Stadion Varteks, Varaždin Broj gledatelja: 7000 Sudac: Miroslav Vitković (Vinkovci) |
|                  |     | Mikić 82'      | Stadion Varteks, Varaždin Broj gledatelja: 7000 Sudac: Miroslav Vitković (Vinkovci) |

### Druga utakmica
| 14. svibnja 1998.    |     |           |                                                                       |
| Croatia Zagreb       | 2:1 | Varteks   | Maksimir, Zagreb Broj gledatelja: 15 000 Sudac: Edo Trivković (Split) |
| Viduka 52' Marić 83' |     | Topić 38' | Maksimir, Zagreb Broj gledatelja: 15 000 Sudac: Edo Trivković (Split) |

Croatia Zagreb je pobijedio sa 3:1.

## Poveznice
- 1. HNL 1997./98.
- 2. HNL 1997./98.
- 3. HNL 1997./98.
- 4. rang HNL-a 1997./98.
- 5. rang HNL-a 1997./98.
- 6. rang HNL-a 1997./98.
- 7. rang HNL-a 1997./98.